# Hoe onverwachts klein Barendje van Asperen in de eeuwige heerlijkheid werd opgenomen

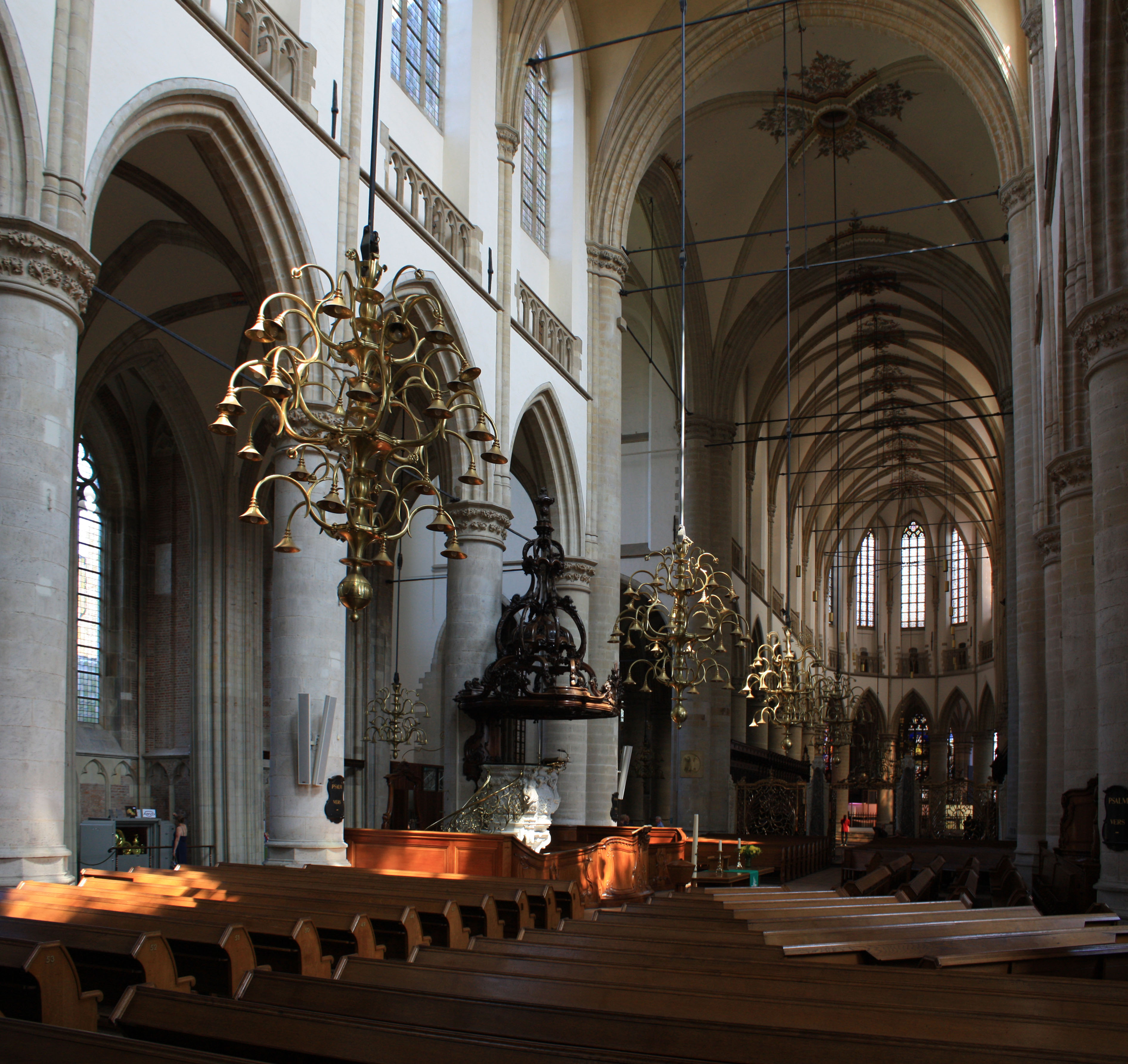
Barendje is volgens het boek begraven in het koor van de Grote Kerk te Dordrecht

Hoe onverwachts klein Barendje van Asperen in de eeuwige heerlijkheid werd opgenomen is een boek geschreven in de eerste jaren van de 19e eeuw. De ondertitel luidt: Zijn kort leven en zalig afsterven medegedeeld door zijn bloedverwante. Deze bloedverwante blijkt in het verloop van het boek zijn zus Maria te zijn.
De hoofdpersoon is Barend van Asperen (1789 - 22 december 1794). Het boek beschrijft zijn korte leven, waarin hij na een ziekte op vijfjarige leeftijd komt te overlijden. Barendje mag geloven dat hij tot God bekeerd is en getuigt daarover tegen zijn familie. Volgens het boek werd zijn lichaam begraven in de Grote Kerk van Dordrecht. Het boek werd zeer populair en is vele keren herdrukt, het laatst nog in 2003.
Onderzoek van historicus Fred van Lieburg in de Dordtse doopboeken bracht echter geen Barendje van Asperen voort. Er ontstonden twijfels of Barendje van Asperen wel echt heeft bestaan. In 18e-eeuwse boeken komt de naam Barend van Asperen echter wel enkele malen voor, namelijk in 1794 en 1799. Omdat het boek vertelt dat zijn vader enkele jaren later is overleden, lijkt het aannemelijk dat Barendje van Asperen in 1794 is overleden.